# Bryce Edgmon
Bryce Edgmon (ur. 3 maja 1961 w Dillingham) – amerykański polityk, spiker (w latach 2017–2021, z miesięczną przerwą w sprawowaniu tej funkcji w 2019 roku) i członek (od 2007 roku) Izby Reprezentantów Alaski.

## Życiorys

### Młodość i edukacja
Bryce Edgmon urodził się i dorastał w Dillingham, dokonywał tam komercyjnych połowów łososi i śledzi. Był wieloletnim prezesem spółki Choggiung Limited Village Corporation, której właścicielami było ponad 1650 akcjonariuszy z Dillingham, Ekuk i Portage Creek, pełnił także funkcję dyrektora operacyjnego Bristol Bay Economic Development Corporation. Ukończył Dillingham High School i University of Alaska Anchorage.

### Kariera polityczna
W 1994 roku bezskutecznie kandydował w prawyborach Partii Demokratycznej do Senatu Alaski.
Edgmon wystartował w przeprowadzonych 22 sierpnia 2006 prawyborach Partii Demokratycznej do Izby Reprezentantów Alaski. Zdobył wówczas 767 głosów, tyle samo, co jego oponent, urzędujący członek stanowej Izby Reprezentantów z 37. okręgu wyborczego. O zwycięstwie Edgmona w prawyborach zdecydował rzut monetą. Zwyciężył w wyborach powszechnych i w styczniu 2007 został członkiem tej Izby. Uzyskiwał reelekcję w 2008, 2010, 2012, 2014, 2016, 2018, 2020.
W 2017 roku, głosami 17 Demokratów, 2 bezpartyjnych i 3 umiarkowanych Republikanów, został wybrany spikerem Izby Reprezentantów Alaski. W 2019 uzyskał reelekcję na to stanowisko. Przestał pełnić funkcję spikera w styczniu 2021 roku.